# Patinação artística nos Jogos Mundiais de 2013
As competições de patinação artística nos Jogos Mundiais de 2013 ocorreram entre 25 e 27 de julho de 2013, no  Velódromo Alcides Nieto Patiño, em Cáli. Quatro eventos foram disputados.

## Países Participantes
Abaixo segue a lista dos países que tiveram atletas que o representaram nesta modalidade.
| - Argentina - Austrália - Brasil - França - Índia - Japão | - Colômbia - Alemanha - Eslovênia - Suíça - Estados Unidos - Itália |

## Medalhistas
| Medalha | País     | Atleta(s)      | Pontuação |
| ------- | -------- | -------------- | --------- |
|         | Brasil   | Marcel Sturmer | 377.900   |
|         | Alemanha | Markus Lell    | 373.700   |
|         | Itália   | Andrea Aracu   | 373.000   |

| Medalha | País      | Atleta(s)       | Pontuação |
| ------- | --------- | --------------- | --------- |
|         | Itália    | Debora Sbei     | 381.600   |
|         | Eslovénia | Lucija Mlinaric | 363.000   |
|         | Colômbia  | Nataly Otalora  | 343.500   |

| Medalha | País      | Atleta(s)                                   | Pontuação |
| ------- | --------- | ------------------------------------------- | --------- |
|         | Itália    | Danilo Decembrini / Sara Venerucci          | 391.100   |
|         | Argentina | Javier Luis Anzil / Florencia Mariel Moyano | 364.700   |
|         | Itália    | Daniele Ragazzi / Giulia Merli              | 359.300   |

| Medalha | País     | Atleta(s)                          | Pontuação |
| ------- | -------- | ---------------------------------- | --------- |
|         | Itália   | Alessandro Spigai / Anna Remondini | 385.800   |
|         | Itália   | Filippo Lodi Forni / Elena Leoni   | 376.900   |
|         | Colômbia | Leonardo Parrado / Marcela Cruz    | 365.000   |

## Quadro de Medalhas
| Ordem | País      | Medalha de ouro | Medalha de prata | Medalha de bronze |    |
| ----- | --------- | --------------- | ---------------- | ----------------- | -- |
| 1     | Itália    | 3               | 1                | 2                 | 5  |
| 2     | Brasil    | 1               |                  |                   | 1  |
| 3     | Alemanha  |                 | 1                |                   | 1  |
| 3     | Argentina |                 | 1                |                   | 1  |
| 3     | Eslovénia |                 | 1                |                   | 1  |
| 6     | Alemanha  |                 |                  | 2                 | 2  |
| TOTAL | TOTAL     | 4               | 4                | 4                 | 12 |